# Carate Brianza
Carate Brianza (Caràa in dialetto brianzolo, e semplicemente Carate fino al 1863) è un comune italiano di 17 928 abitanti della provincia di Monza e della Brianza in Lombardia. Fa parte del Parco regionale della Valle del Lambro e il suo territorio è compreso tra i 215 e i 299 metri s.l.m.

## Storia
Le prime testimonianze di insediamenti furono scoperte nella valletta della Brovada con il ritrovamento di un masso erratico su cui erano scolpite delle coppelle, cioè incavi semisferici di vario diametro. Il ritrovamento più importante fu però un sarcofago di pietra risalente all'età romana rinvenuto nei pressi della Peschiera, in località Realdino.
Da Carate, in epoca romana, passava la via Regina, strada romana che collegava il porto fluviale di Cremona (la moderna Cremona) con Clavenna (Chiavenna) passando da Mediolanum (Milano). Leggenda vorrebbe che la moderna Carate sia stata, durante la dominazione longobarda, un centro prediletto della regina Teodolinda.
Nel IX e X secolo viene edificata la basilica di Agliate, dedicata ai santi Pietro e Paolo, da parte dell'arcivescovo di Milano Ansperto, che fu posta a capo della importante pieve omonima, con giurisdizione su vasti territori. Dopo il secolo X il borgo era difeso da un castello, eretto da una nobile famiglia dei "De Carate", nell'attuale area di Villa Cusani, così come Costa Lambro era munita del castello "de Aia" dei Confalonieri, a loro volta feudatari di Agliate.
Nella contesa per il controllo di Milano, la "foppa dei dusent" ricorda il luogo dove furono sepolti le vittime del terribile scontro avvenuto in loco fra i Visconti e i Della Torre nel 1275. Attorno al 1300 gli Umiliati erano presenti sul territorio con ben due conventi che dimostrano la potenza dell'ordine religioso e la fiorente attività che avviarono principalmente con la lavorazione della lana.
Alla fine del XVIII secolo ma ancora più durante l'intero XIX secolo, lungo le rive del fiume Lambro sorsero numerose filande, tessiture e tintorie che decretarono il boom del comparto tessile nella cittadina. Nel 1869 i borghi di Agliate e Costa Lambro vennero uniti a Carate Brianza in un unico comune. Dal XVI secolo in poi il territorio comunale vede il sorgere di numerose ville di delizia legate alle famiglie nobili che qui vennero a stabilirsi da Milano.
Dall'antico castello difensivo i Cesana ricavarono l'attuale Villa Cusani Confalonieri, ora comunale, attiguo alla quale fu edificato l'Oratorio di S. Maria Maddalena, in stile gotico, del XV secolo. Il 6 marzo 1906 il ministro degli esteri Tommaso Tittoni tenne in occasione dell'inaugurazione delle scuole di disegno della Brianza un discorso, passato alla storia come Discorso di Carate, in cui faceva apparire certa l'acquisizione di compensi all'Italia per l'annessione austriaca della Bosnia.

### Simboli
Lo stemma è stato riconosciuto con decreto del capo del governo del 24 settembre 1931.
Lo stemma comunale deriva, con qualche lieve differenza negli smalti, dal blasone della nobile famiglia milanese dei Carati, o de Carate, presente in storici armoriali come lo Stemmario Trivulziano (p. 100), il cinquecentesco Codice Archinto, conservato nella Biblioteca Reale di Torino, e lo Stemmario Cremosano (p. 60 del volume II).
Il gonfalone, concesso con regio decreto del 22 febbraio 1934, è un drappo di bianco.

## Monumenti e luoghi d'interesse

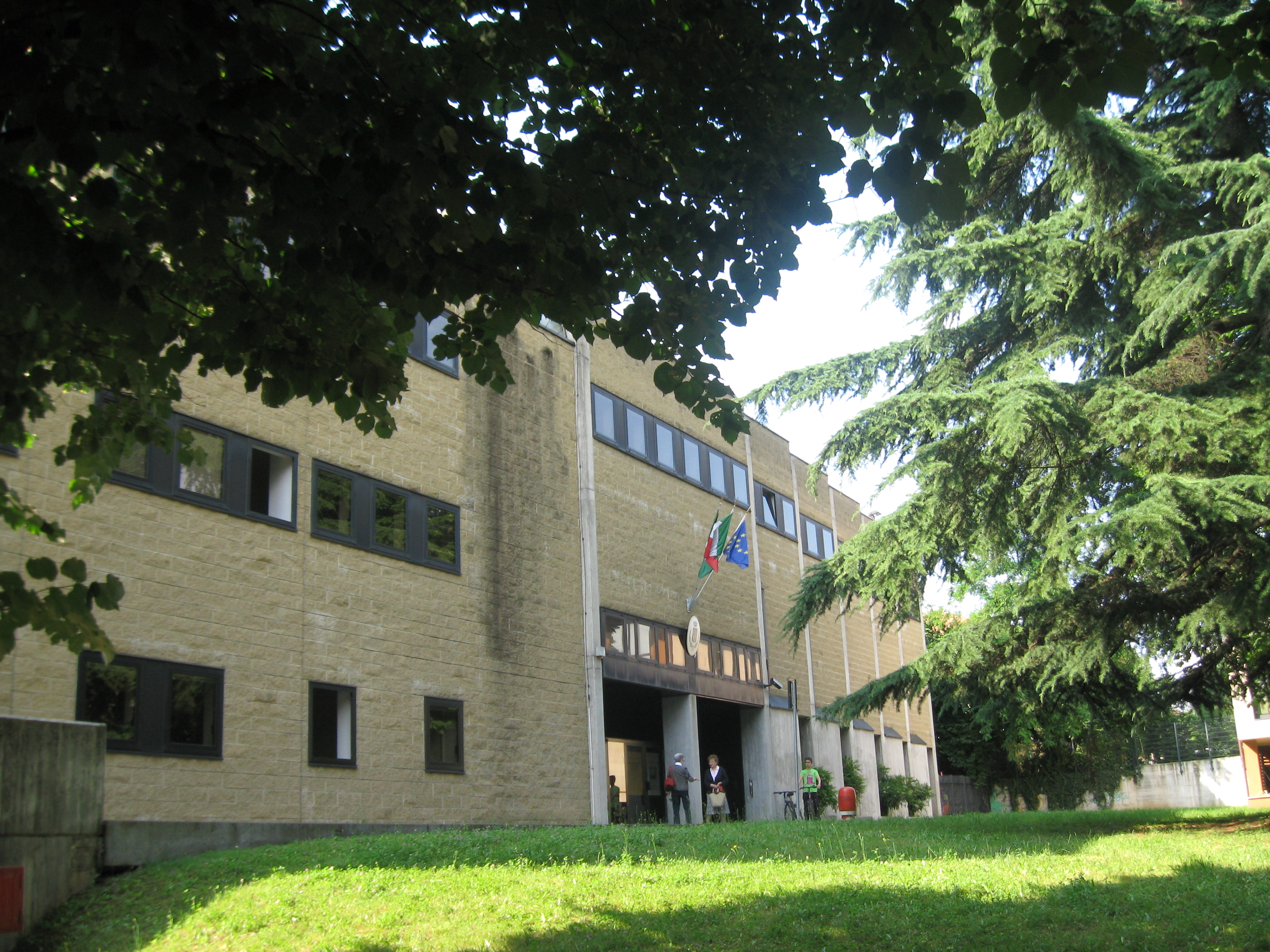
Palazzo comunale

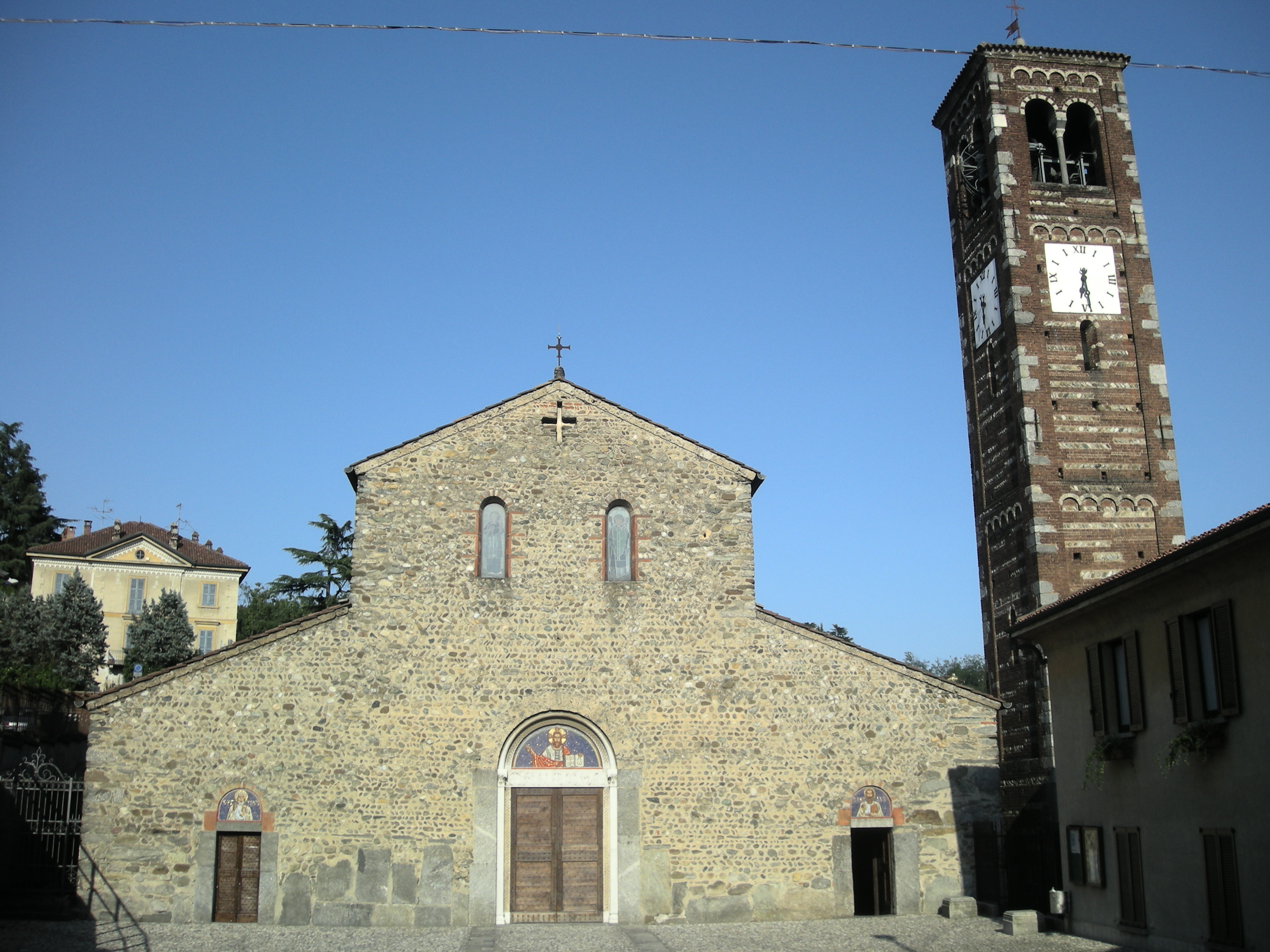
Basilica dei Santi Pietro e Paolo nella frazione Agliate

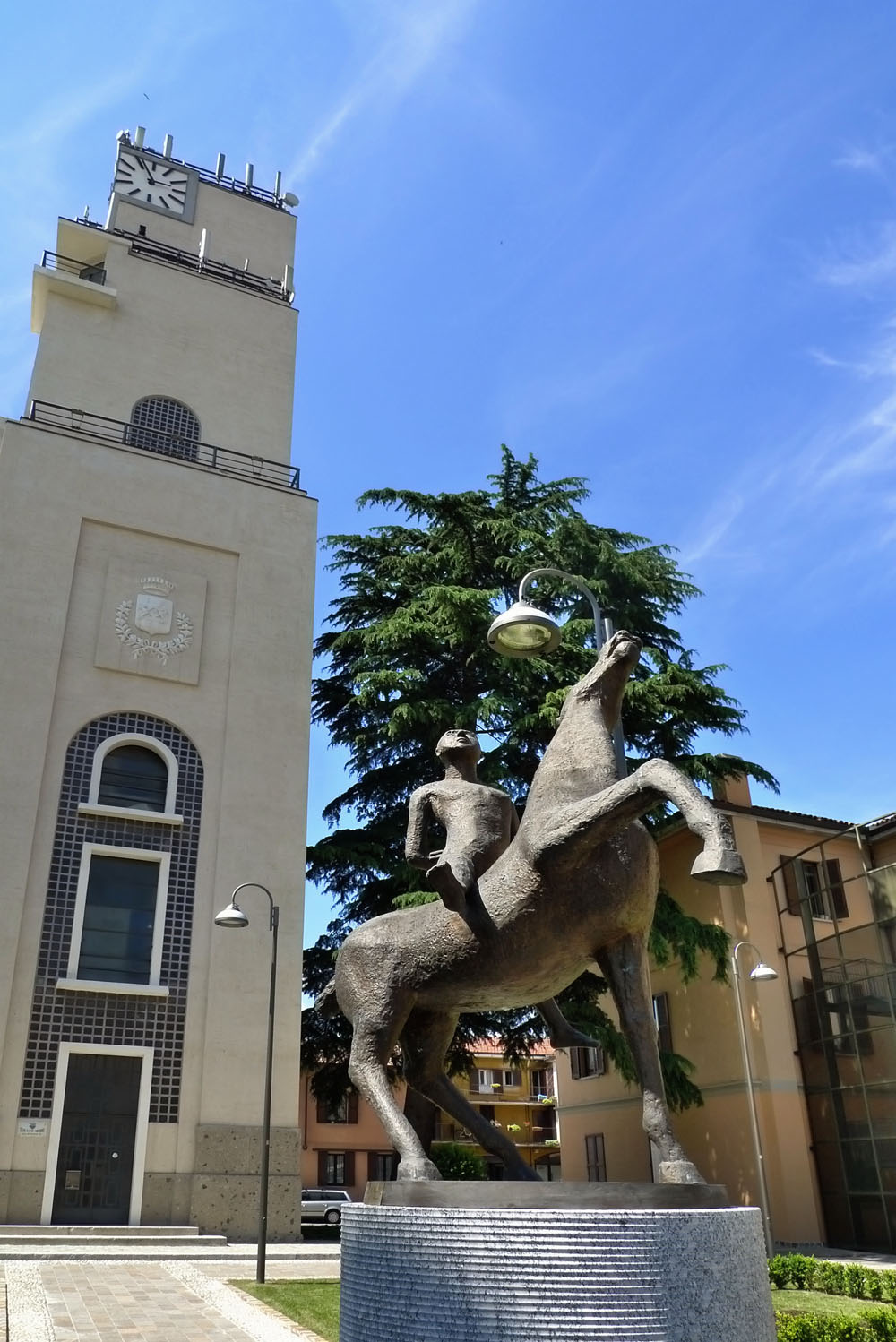
Torre civica Carate Brianza e il Monumento ai caduti di Nasiriyya

- Prepositurale dei Santi Ambrogio e Simpliciano La chiesa prepositurale è di antichissima origine, e quella attuale è stata costruita su quella preesistente risalente alla fine del XVIII secolo, mentre il campanile è rimasto identico nei secoli. L'interno è stato progettato dall'architetto Simone Cantoni, mentre le decorazioni sono da attribuirsi a David Beghè. È presente un concerto di 8 campane in La2 fuse dai F.lli Barigozzi nel 1938.
- Villa Cusani Confalonieri Villa fatta costruire da Valerio Confalonieri nel XVII secolo su una residenza già esistente. Nella Villa residenza di campagna per la nobile famiglia milanese dei Confalonieri, vi dimorò a lungo Teresa Casati moglie del patriota risorgimentale Federico Confalonieri. Antico possesso dei "Del Bene" che fecero erigere una cappella dedicata a Santa Maria Maddalena che fu ampliata e resa l'attuale "Gesolo" grazie al lascito di Fra' Gabriele Del Bene, monaco gerosolimitano priore della Domus milanese di Santa Croce e Santa Maria del Tempio. Possiede un ampio parco affacciato sulla valle del Lambro, di cui è parte uno splendido giardino all'italiana prossimo alla torre della villa; è stata acquisita dall'Amministrazione Comunale e aperta al pubblico nel 1976. Una parte della villa oggi ospita la biblioteca pubblica intitolata allo storico Germano Nobili.
- Basilica dei Santi Pietro e Paolo (Agliate) anticamente Collegiata, anticamente Prepositurale Plebana dei Santi Pietro e Paolo, il complesso basilicale, con battistero annesso, in stile romanico, risale al X secolo. L'interno è tripartito, con colonne tutte diverse l'una dall'altra. Una cripta è presente sotto al presbiterio. Il Battistero conserva affreschi di età diverse, dal Medioevo sino al XV secolo, che hanno subito di recente un intervento di restauro.
- Villa Beldosso
- Villa La Rovella
- Villa Negri
- Villa Stanga Busca Borromeo
- Castello Formenti
- Monumento ai caduti di Nasiriyya (L'Eroe) dello scultore Giuseppe De Feo in Piazza Cesare Battisti.
- Grotte di Realdino
- Oratorio l'Agorà (Oratorio più grande d'Europa)

## Società

### Evoluzione demografica
- 950 nel 1751
- 1 530 nel 1805
- 2 802 nel 1811 dopo annessione di Agliate, Calò, Costa e Vergo
- 2 669 nel 1853
- 2 782 nel 1859
- 3 012 nel 1861
- 4 362 nel 1871 dopo annessione di Agliate e Costa nel 1869

Abitanti censiti

### Etnie e minoranze straniere
Secondo i dati ISTAT, al 31 dicembre 2010 la popolazione straniera residente era di 1 176 persone (di cui il 45,9% uomini), pari al 6,53% di tutti i residenti. Le nazionalità maggiormente rappresentate in base alla loro percentuale sul totale della popolazione residente erano:
1. Romania, 202
2. Albania, 105
3. Marocco, 103
4. Pakistan, 90
5. Ucraina, 84
6. Ecuador, 61
7. Repubblica Dominicana, 60
8. Tunisia, 54
9. Perù, 49
10. Sri Lanka, 45

## Cultura

### Istruzione
Liceo "Don Carlo Gnocchi", con gli indirizzi Classico, Scientifico, delle Scienze Applicate, Scientifico Sportivo, Socio-Economico, Alberghiero e diversi indirizzi Tecnici.

#### Biblioteche
La Biblioteca civica di Carate Brianza fa parte del Sistema Bibliotecario Brianza Biblioteche. Si trova presso l'edificio di Villa Cusani Confalonieri.

### Cucina
- La Cassœula.
- Torta di Pane.
- Riso e latte.

### Eventi
- 5 gennaio: Befana sul Lambro - Mito festa nella Natura; è un evento che si ripete dal 1987 sul ponte di Agliate (frazione di Carate Brianza).
- 26 dicembre: Presepe vivente presso la Basilica di Agliate.

## Geografia antropica

### Frazioni
- Agliate - Con la sua antica Basilica è situata in valle è spesso soggetta a esondazioni del fiume Lambro[10].
- Costa Lambro - Situata sul costone morenico di sinistra rispetto al corso del fiume Lambro, dalla sua posizione favorevole domina il panorama del corso del fiume e della città di Carate Brianza e parte della Brianza verso ovest.
- Realdino - Famosa per le grotte di Realdino si trova esattamente sotto Costa Lambro, a cavallo del fiume Lambro.

## Infrastrutture e trasporti

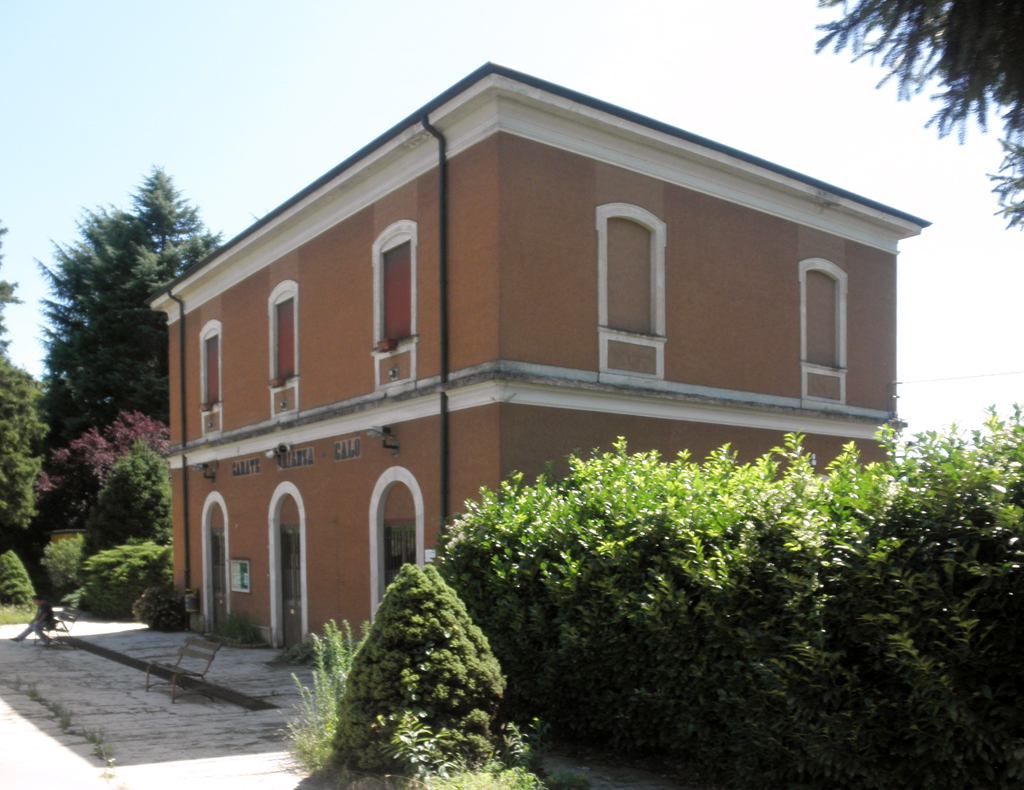
Stazione di Carate Brianza-Calò

Il paese dispone di una propria fermata ferroviaria posta sulla linea Monza-Molteno-Lecco, sita sulla sponda opposta del fiume Lambro rispetto al resto del centro abitato e servita dalla linea S7 del servizio ferroviario suburbano di Milano.

In passato Carate era capolinea di due tranvie interurbane: la linea per Monza, soppressa nel 1960, e la linea per Milano, soppressa nel 1982.
Attualmente, transitano Autobus di linea " Z232 Besana in Brianza-Carate Brianza-Desio", "Z221 Mariano Comense-Carate Brianza-Sesto San Giovanni", "Z233 Seregno-Carate Brianza-Triuggio".

## Sport
La Pro Carate, società di ginnastica artistica, storica e pluri premiata in ambito nazionale, fondata nel 1911, fucina di atleti olimpionici ed insignita dal CONI con la Stella d'Argento al merito sportivo. Nel 2015 la società si laurea campione d'Italia per la prima volta nella sua storia.
La Folgore Caratese milita nel campionato di calcio di Serie D.
La Pallacanestro Masters, squadra cestistica locale, è iscritta al campionato di Serie D regionale e vanta di numerose squadre giovanili.

## Amministrazione
| Periodo | Periodo   | Primo cittadino       | Partito              | Carica      | Note   |
| ------- | --------- | --------------------- | -------------------- | ----------- | ------ |
| 1964    | 1975      | Ernesto Cazzaniga     | Democrazia Cristiana | Sindaco     |        |
| 1985    | 1995      | Dante Oreste Orsenigo | Democrazia Cristiana | Sindaco     |        |
| 1995    | 1998      | Maria Petacchi        | Lega Nord            | Sindaco     |        |
| 1998    | 1998      | Rosalba Scialla       |                      | Comm. pref. | [ 13 ] |
| 1998    | 2002      | Dante Oreste Orsenigo | UDC                  | Sindaco     |        |
| 2002    | 2003      | Marco Pipino          | Alleanza Nazionale   | Sindaco     |        |
| 2003    | 2004      | Cristiana Cirelli     |                      | Comm. pref. | [ 14 ] |
| 2004    | 2012      | Marco Pipino          | Alleanza Nazionale   | Sindaco     |        |
| 2012    | 2013      | Michele Basilicata    |                      | Comm. pref. | [ 15 ] |
| 2013    | 2018      | Francesco Paoletti    | Partito Democratico  | Sindaco     |        |
| 2018    | in carica | Luca Veggian          | Forza Italia         | Sindaco     |        |